# Jay Brazeau
James "Jay" Brazeau (Winnipeg, 22 de dezembro de 1953) é um ator e dublador canadense. É mais conhecido pelo seu papel como Harlan em Stargate SG-1 (1998, 2001) e por dar voz ao Tio Quigley em Sabrina: The Animated Series. Também é conhecido pelo seu papel como Bobby em Double Jeopardy (1999), como Árbitro na série de filmes Air Bud (1997–2003) e pelo seu papel no filme We're No Angels (1989).